# Adomia
Adomia är ett släkte av svampar. Adomia ingår i klassen Sordariomycetes, divisionen sporsäcksvampar och riket svampar.